# 토르티야
토르티야(스페인어: tortilla, 나와틀어: tlaxcalli 틀라시칼리)는 메소아메리카 지역의 납작빵이다. 팽창제 없이 얇게 만든 무효병의 하나이다. 전통적으로는 닉스타말화 과정을 거친 옥수수인 닉스타말을 갈아 만든 마사로 만든 옥수수 토르티야를 만들어 먹지만, 밀가루로 만든 밀 토르티야도 흔히 볼 수 있다.

## 이름
스페인어 "토르티야(tortilla)"는 "타르트, 파이, 케이크"를 뜻하는 "토르타(torta)"에 지소형 접미사 "-이야(-illa)"를 붙인 낱말로, "작은 타르트, 파이, 케이크"를 뜻한다. 스페인에서는 현재도 "토르티야"가 토르티야 데 파타타스(감자 오믈렛) 등 효모를 넣지 않고 구운 타르트, 파이, 케이크를 가리킨다.
나와틀어 "틀라시칼리(tlaxcalli)"는 "굽다"라는 뜻의 동사 "이카(ixca)"에 수동태 분사를 만드는 접미사 "-리(-lli)"와, 지시 대상이 비한정 무정물임을 뜻하는 접두사 "틀라-(tla-)"를 붙인 낱말로, "구운 것"이라는 뜻이다.

## 같이 보기
- 아레파
- 차파티